# Inferno nel penitenziario
Inferno nel penitenziario (Revolt in the Big House) è un film del 1958 diretto da R.G. Springsteen.
È un film carcerario statunitense con Gene Evans, Robert Blake e Timothy Carey; è incentrato su un tentativo di evasione e conseguente rivolta in un carcere.

## Produzione
Il film, diretto da R.G. Springsteen su una sceneggiatura di Daniel James e Eugène Lourié, fu prodotto da David Diamond per la Allied Artists Pictures e girato, per diverse riprese interne, nella Folsom State Prison di Represa, in California da fine luglio all'inizio di agosto 1958.

## Distribuzione
Il film fu distribuito con il titolo Revolt in the Big House negli Stati Uniti nel novembre 1958 al cinema dalla Allied Artists Pictures.
Altre distribuzioni:
- in Giappone il 31 marzo 1959
- in Germania Ovest il 18 dicembre 1959 (Mit dem Messer im Rücken)
- in Austria nel febbraio del 1960 (Mit dem Messer im Rücken)
- in Brasile (Fúria de um Condenado)
- in Francia (La révolte est pour minuit)
- in Grecia (I epanastasis ton kolasmenon)
- in Italia (Inferno nel penitenziario)
- nei Paesi Bassi (Opstand achter tralies)

## Promozione
La tagline è: The Biggest, Toughest Thriller Of Them All! A raw, violent world of caged men unleashed! Killers and lifers blasting over the big wall!.